# FC Rätia Bludenz
FC Rätia Bludenz is een Oostenrijkse voetbalclub uit Bludenz in de deelstaat Vorarlberg.
De club werd in 1919 opgericht en is een van de oudste clubs van Vorarlberg. In 1973 werd de club kampioen van de Regionalliga West en promoveerde zo voor het eerst in de geschiedenis naar de hoogste klasse. De club sloot dan een speelverbond af met Schwarz-Weiß Bregenz dat uit de hoogste klasse degradeerde en trad aan onder de naam FC Vorarlberg met Rätia als licentiehouder. De fusie was geen succes en Vorarlberg werd laatste op zeventien. Als de club het beter had gedaan was ze waarschijnlijk nog gedegradeerd omdat de competitie werd ingekrompen tot tien clubs. Hierdoor was er zware concurrentie met andere clubs en Vorarlberg werd tiende op veertien. Hierna werd de fusie ongedaan gemaakt en ging Rätia verder in de tweede klasse en degradeerde het volgende seizoen.
Tegenwoordig speelt de club in de Vorarlbergliga, de vierde klasse.

## Vorarlberg in Europa
- Groep = groepsfase

| Seizoen | Competitie | Ronde | Land               | Club               | Score    |
| ------- | ---------- | ----- | ------------------ | ------------------ | -------- |
| 1974    | Mitropacup | Groep | Vlag van Hongarije | Tatabányai Bányász | 2-5, 0-1 |
|         |            | Groep | Vlag van Italië    | Lanerossi Vicenza  | 0-0, 1-3 |